# Medal za Kampanię w Rosji
Medal za Kampanię w Rosji (hiszp.: Medalla de la Campaña de Rusia); pełna, oficjalna nazwa: Medal Ochotniczej Dywizji Hiszpańskiej za Kampanię w Rosji (Medalla de la Campańa de la División Espańola de Voluntarios en Rusia); nazwa potoczna: Orzeł Świętego Andrzeja (Aguila de San Andrés) – pamiątkowe odznaczenie hiszpańskie; ustanowione 9 listopada 1943 i nadawane hiszpańskim ochotnikom, członkom Błękitnej Dywizji walczącej u boku III Rzeszy na froncie wschodnim II wojny światowej. 

## Insygnia
Oznakę stanowił srebrny orzeł hiszpańskich nacjonalistów z Krzyżem Żelaznym (ze swastyką III Rzeszy) pośrodku. Orzeł otoczony wieńcem laurowym (w tle), zwieńczonym koroną (będącą jednocześnie zawieszką oznaki). Na rewersie widniały wieże nowogrodzkiego soboru otoczone łańcuchem. Pod nimi napis: Rusia 1941 (Rosja 1941).
Oznaka zawieszona była na białej wstążce z dwoma różnokolorowymi paskami po bokach: czerwono-żółto-czerwonym (barwy Hiszpanii) z lewej, oraz czarno-biało-czerwono-biało-czarnym (barwy wstążki niemieckiego Krzyża Żelaznego) z prawej strony.